# Kara Killmer
Kara Killmer (Crowley (Texas), 14 juni 1988) is een Amerikaanse actrice.

## Opleiding
Killmer studeerde in 2010 af in podiumkunsten aan de Baylor University in Waco (Texas). 

## Carrière
Killmer verscheen in 2010 in de realityserie op internet If I Can Dream, deze serie volgde een groep mensen die het wilde maken in de entertainmentindustrie. Zij begon in 2011 met acteren voor televisie in de televisieserie Scary Tales, waarna zij nog meerdere rollen speelde in televisieseries en films. Zij is vooral bekend van haar rol als ambulancemedewerkster Sylvie Brett in de televisieserie Chicago Fire waar zij al in 181 afleveringen speelde (2014-heden), deze rol speelt zij ook in de cross-over televisieseries Chicago P.D. en Chicago Med.

## Filmografie

### Films
Uitgezonderd korte films.
- 2017 Sleeper - als JJ
- 2015 Beyond the Mask - als Charlotte Holloway
- 2013 Horizon - als Anna Webber

### Televisieseries
Uitgezonderd eenmalige gastrollen.
- 2014-heden Chicago Fire - als ambulancemedewerkster Sylvie Brett - 181+ afl.
- 2015-2022 Chicago Med - als ambulancemedewerkster Sylvie Brett - 18 afl.
- 2014-2020 Chicago P.D. - als ambulancemedewerkster Sylvie Brett - 10 afl.
- 2010 If I Can Dream - als zichzelf - 32 afl.

- Library of Congress Control Number: no2017090540
- Virtual International Authority File: 6162150033001011180009
- WorldCat: E39PBJpVbPGk9xv3RtY6q4w9jC